# Kanton Yerres
Der Kanton Yerres besteht aus den Gemeinden Yerres und Crosne. Er ist seit 1975 ein französischer Wahlkreis für die Wahl des Départementrats im Nordosten des Départements Essonne, im Großraum Paris. Das Bureau centralisateur befindet sich in Yerres.

## Verwaltung
Der Kanton besteht aus zwei Gemeinden und Gemeindeteilen mit insgesamt 48.254 Einwohnern (Stand: 1. Januar 2022) auf einer Gesamtfläche von 14,51 km²:
| Gemeinde      | Einwohner 1. Januar 2022 | Fläche km² | Dichte Einw./km² | Code INSEE | Postleitzahl |
| ------------- | ------------------------ | ---------- | ---------------- | ---------- | ------------ |
| Brunoy        | 19.905                   | 4,67       | 4.262            | 91114      | 91800        |
| Yerres        | 28.349                   | 9,84       | 2.881            | 91691      | 91330        |
| Kanton Yerres | 48.254                   | 14,51      | 3.326            | 9121       | –            |

1. ↑   Nur der nördliche Teil der Gemeinde, der Rest gehört zum Kanton Épinay-sous-Sénart.

Bis zur Neuordnung bestand der Kanton Yerres aus den 2 Gemeinden Crosne und Yerres. Sein Zuschnitt entsprach einer Fläche von 12,32 km2.

## Bevölkerungsentwicklung
| 1962   | 1968   | 1975   | 1982   | 1990   | 1999   | 2006   |
| ------ | ------ | ------ | ------ | ------ | ------ | ------ |
| 14 633 | 25 530 | 29 230 | 33 027 | 35 102 | 35 609 | 37 606 |